# James F. Randolph
James Fitz Randolph (* 26. Juni 1791 im Middlesex County, New Jersey; † 25. Januar 1872 in Easton, Pennsylvania) war ein US-amerikanischer Politiker. Zwischen 1828 und 1833 vertrat er den Bundesstaat New Jersey im US-Repräsentantenhaus.

## Werdegang
James Randolph genoss eine nur eingeschränkte Schulausbildung und machte danach eine Lehre im Druckerhandwerk. Danach wurde er im Zeitungsgeschäft tätig. Zwischen 1812 und 1842 gab er die Zeitung „New Brunswick Fredonian“ heraus. Außerdem arbeitete er zwischen 1815 und 1846 für die Bundesfinanzbehörde in New Jersey. Zwischenzeitlich war Randolph auch Gerichtsdiener an einem Berufungsgericht. In den 1820er Jahren begann er eine politische Laufbahn. Er war Anhänger von Präsident John Quincy Adams und wurde Ende des Jahrzehnts Mitglied der National Republican Party, die in Opposition zu Andrew Jacksons Demokratischer Partei stand. In den Jahren 1823 und 1824 war er Abgeordneter in der New Jersey General Assembly.
Nach dem Tod des Kongressabgeordneten George Holcombe wurde Randolph für den dritten Sitz von New Jersey als dessen Nachfolger in das US-Repräsentantenhaus in Washington, D.C. gewählt, wo er am 1. Dezember 1828 sein neues Mandat antrat. Nach zwei Wiederwahlen konnte er bis zum 3. März 1833 im Kongress verbleiben. Nach dem Amtsantritt von Präsident Jackson wurde innerhalb und außerhalb des Kongresses heftig über dessen Politik diskutiert. Dabei ging es um die umstrittene Durchsetzung des Indian Removal Act, den Konflikt mit dem Staat South Carolina, der in der Nullifikationskrise gipfelte, und die Bankenpolitik des Präsidenten.
Nach dem Ende seiner Zeit im US-Repräsentantenhaus nahm James Randolph seine früheren Tätigkeiten als Zeitungsherausgeber und in der Finanzverwaltung wieder auf. Außerdem wurde er in New Brunswick Präsident einer Bank. Politisch ist er nicht mehr in Erscheinung getreten. Er starb am 25. Januar 1872 in Easton, wo er auch beigesetzt wurde.